# جستجوی شوهر گم‌شده
جستجوی شوهرِ گم‌شده یک گونه از قصّهٔ عامیانه است که میانِ اقوام و مللِ گوناگون رواج دارد. در طبقه‌بندیِ آرنه−تامپسون−اوتر شمارهٔ این گونه ۴۲۵ است.
داستان‌های این گونه اغلب مرکّب می‌باشند از بخش‌هایی از زیرگونه‌های جانور همچون داماد و چند زیرگونهٔ هم‌خانواده.

## زیرگونه‌ها

### A
جانور همچون داماد: جوان‌ترین دختر از پدر سوغات می‌خواهد. پدر سوغات را در باغِ جانور می‌یابد، ولی مجبور می‌شود قول دهد که دختر را به جانور خواهد داد . . . .

### B
پسر زن جادوگر

### C
دیو و دلبر

### D
شوهر ناپدیدشده

### M
مار همچون داماد